# Tu m'appartiens (roman)
Pour les articles homonymes, voir Tu m'appartiens.
Tu m'appartiens (titre original : You Belong to Me) est un roman policier de Mary Higgins Clark, paru en 1998.

## Résumé
Une psychologue qui fait une émission de radio se retrouve au milieu d'une affaire de femmes disparues pendant des croisières. Toutes ces femmes possèdent une bague avec l'inscription « Tu m'appartiens ». D'autres personnes se retrouvent mêlées à l'histoire et sont victimes du tueur.

## Adaptation
- 2001 : Tu m'appartiens (You Belong to Me), téléfilm américain réalisé par Paolo Barzman, avec Lesley-Anne Down, Daniel Morgenroth et Barclay Hope